# Hernán Crespo
Hernán Jorge Crespo (n. 5 iulie 1975, Florida⁠(d), Buenos Aires, Argentina) este un fotbalist argentinian și italian retras din activitate, care a jucat pe post de atacant la echipe ca Parma, Inter Milano și Chelsea. Pe plan internațional, are prezențe la națională pentru Argentina U23⁠(d) și Argentina. După încheierea carierei, a devenit antrenor, și a antrenat, printre altele, Al-Duhail SC⁠(d), Defensa⁠(d) și Al Ain FC.